# Sikora północna
Sikora północna (Poecile cinctus) – gatunek małego ptaka z rodziny sikor (Paridae), występujący w północnej Europie, północnej i środkowej Azji oraz północno-zachodniej Ameryce Północnej. Nie jest zagrożony.

## Systematyka
Tak jak inne gatunki sikorowatych z rodzaju Poecile czasem jest umieszczana w ogólnym rodzaju Parus, ale wyniki szerokich badań morfologiczno-genetycznych wyraźnie pokazują, że razem z innymi spokrewnionymi gatunkami z północnej półkuli sikora północna tworzy osobny rodzaj Poecile.
Wyróżniono cztery podgatunki P. cinctus:
- P. cinctus lapponicus – północna Skandynawia i północna europejska część Rosji.
- P. cinctus cinctus – północno-wschodnia europejska część Rosji, Syberia aż po Morze Beringa i Kamczatkę, na południe aż po jezioro Bajkał i północno-środkową Mongolię.
- P. cinctus sayanus – południowa Syberia i północno-zachodnia Mongolia.
- P. cinctus lathami – Alaska, Jukon i północno-zachodnie obrzeża Terytoriów Północno-Zachodnich w Kanadzie.

## Morfologia
Wygląd zewnętrznybrązowo-szara „czapeczka” i tył szyi, duże białe policzki, czarne gardło przechodzące w rogach w kolor szary, pierś biała, podskrzydle i dół ciała cynamonowy, skrzydła i ogon ciemnoszare. Samice i młode ptaki są ubarwione tak samo jak samce, ale są od nich mniejsze.
Rozmiarydługość ciała ok. 13,5 cm
Masa ciałaod 11 g do 16 g

## Występowanie
Ptak ten zamieszkuje ogromny obszar Eurazji od Norwegii po Półwysep Czukocki i Kamczatkę (na południu po Mongolię) oraz północno-zachodnią Amerykę Północną – Alaskę, kanadyjski Jukon i północno-zachodnie obrzeża Terytoriów Północno-Zachodnich (ogólnie ponad 10 milionów km²). Jest ptakiem osiadłym, który może przetrwać srogie zimy dzięki dużym zapasom żywności gromadzonej w ciągu całego roku.

## Pożywienie
Owady i ich larwy, nasiona i owoce drzew i innych roślin. Robi zapasy żywności, które chowa na końcach gałęzi, w szparach w korze i w mchu. Pojedynczy ptak może tak schować nawet 15 kg pożywienia, ale potrzebuje tylko ok. 15% z tego zapasu, żeby przezimować.

## Lęgi

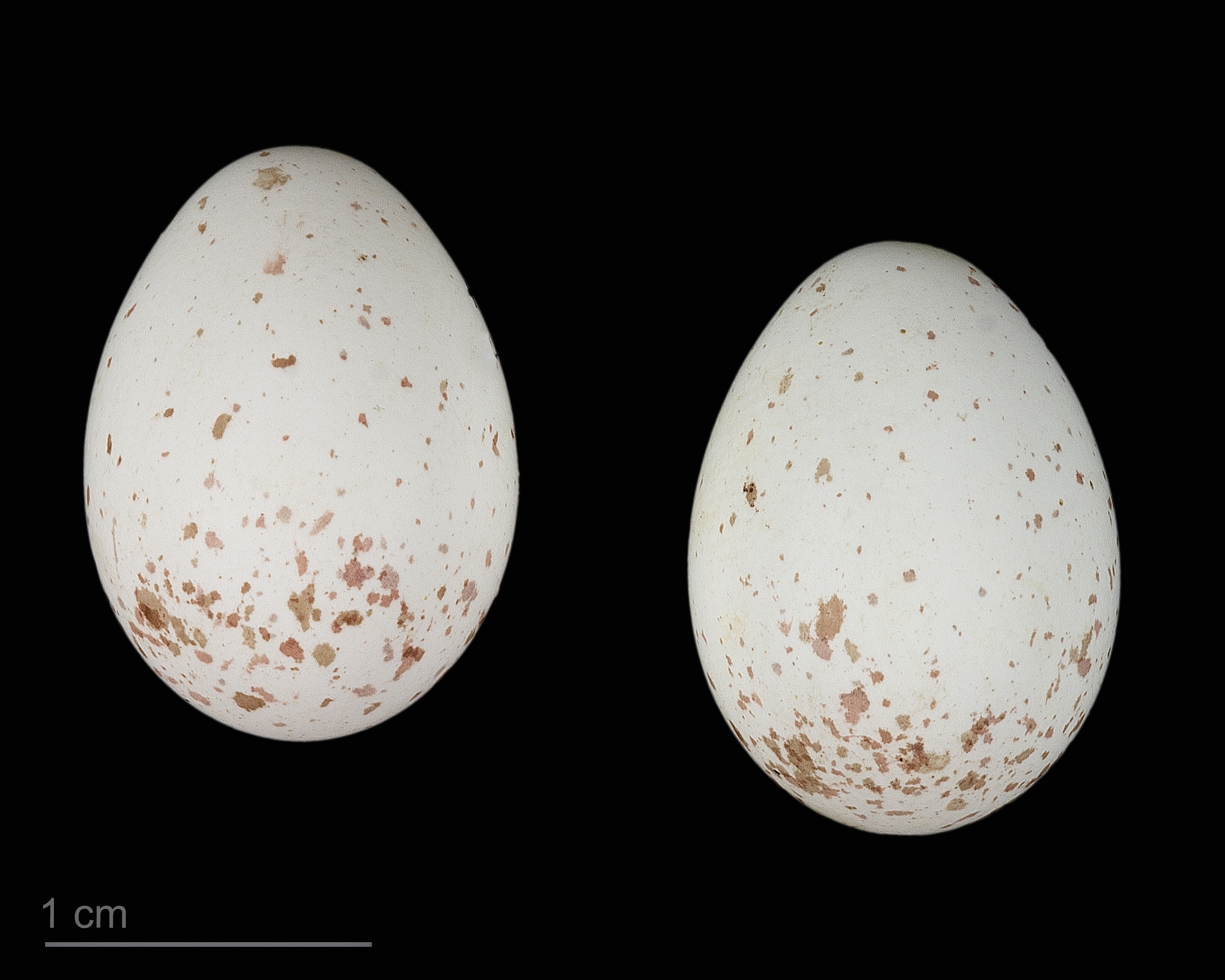
Poecile cinctus lapponicus

GniazdoOpuszczone dziuple dzięciołów lub naturalne wgłębienia w drzewach.
Jaja, wysiadywanie i pisklętaSamica składa od 6 do 10 jaj w połowie maja (im bardziej na północ tym później) i wysiaduje je od 15 do 18 dni. Przez następne 19–20 dni młode są karmione przez oboje rodziców, dopóki młode nie opuszczą gniazda.

## Status
W Czerwonej księdze gatunków zagrożonych IUCN sikora północna klasyfikowana jest jako gatunek najmniejszej troski (LC, Least Concern). Liczebność światowej populacji, wstępnie obliczona w oparciu o szacunki organizacji BirdLife International dla Europy z 2015 roku, mieści się w przedziale 15–26 milionów dorosłych osobników. Globalny trend liczebności populacji oceniany jest jako spadkowy.